# Lesonice u Moravského Krumlova

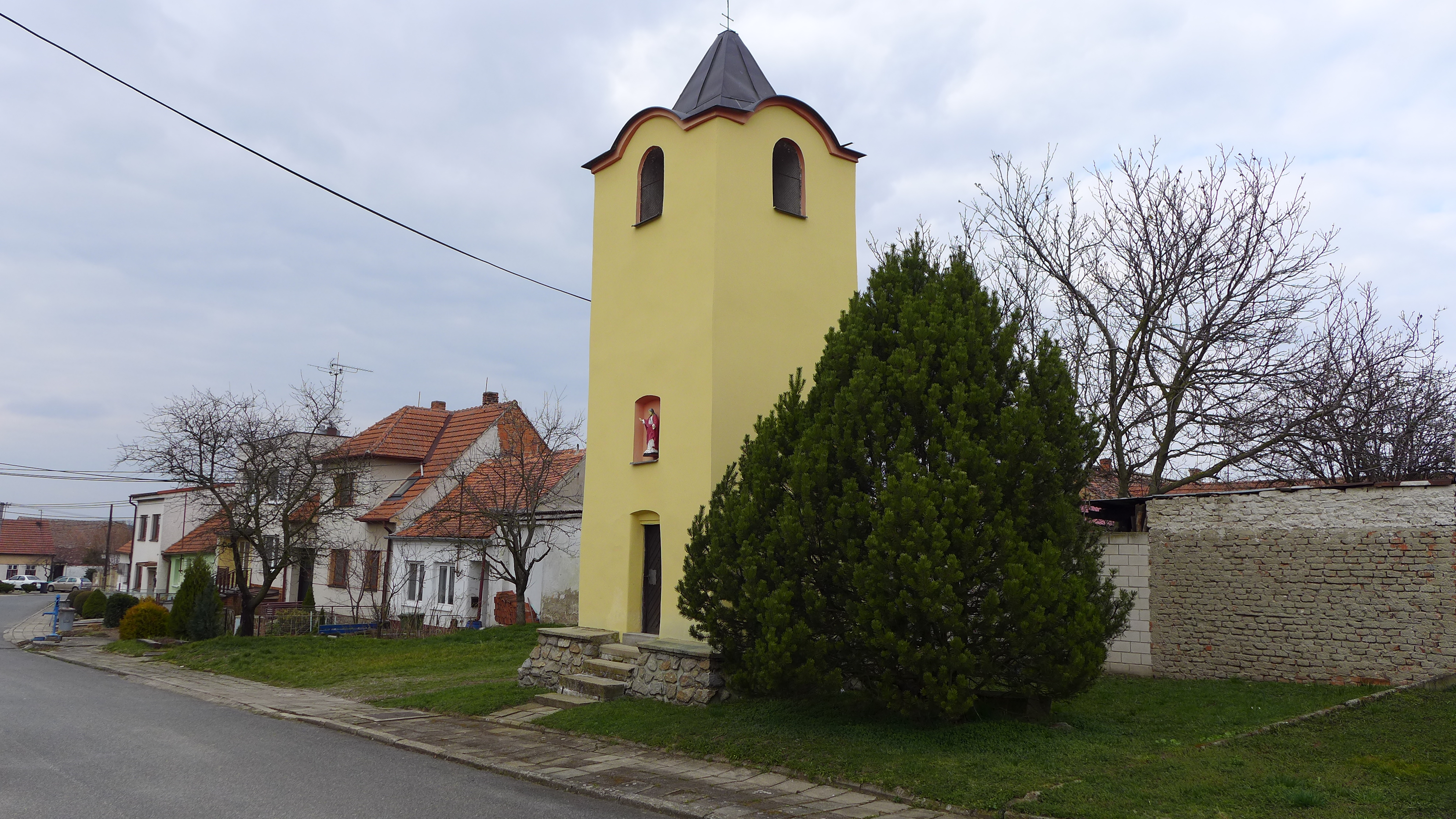
Glockenturm

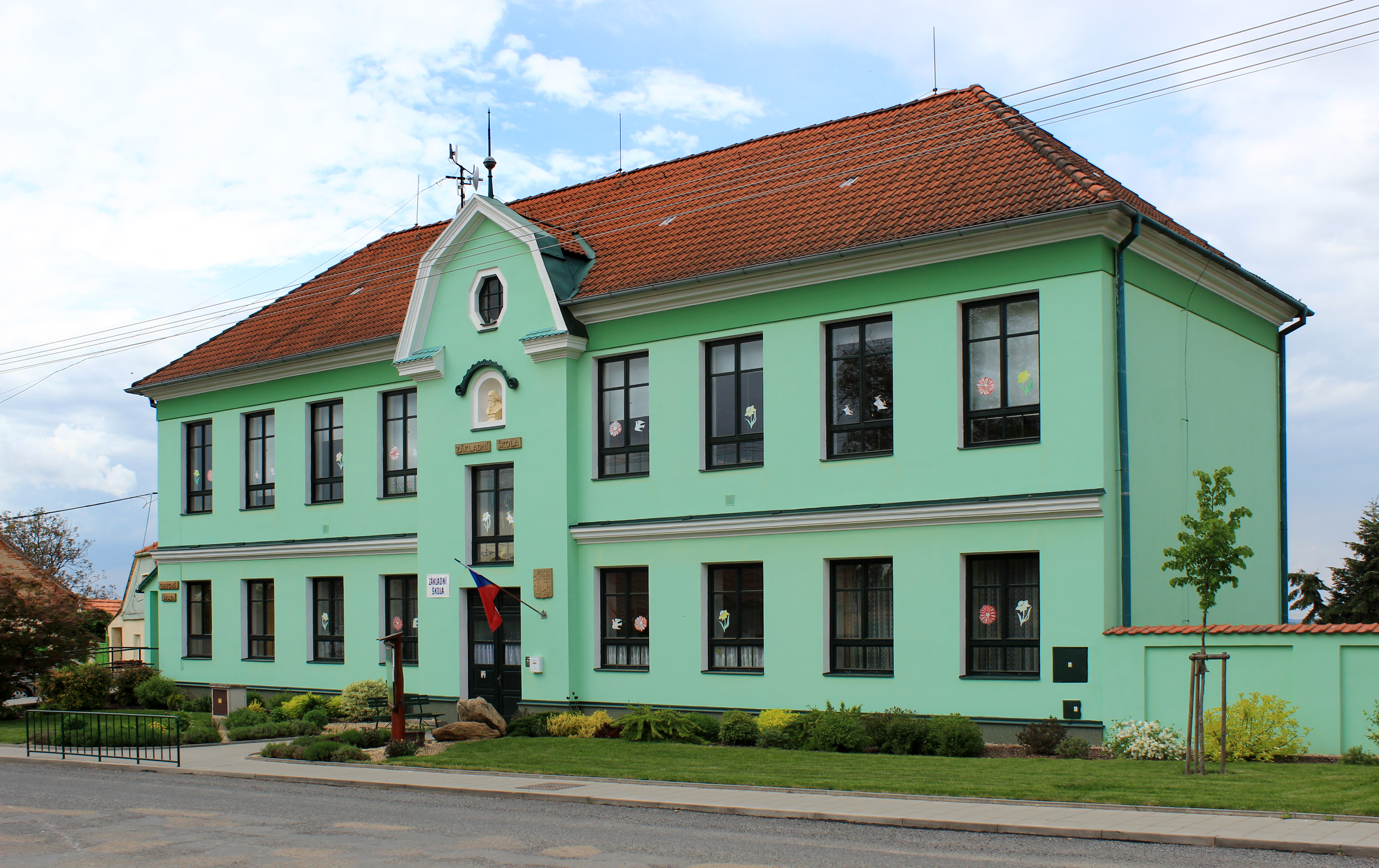
Schule und Gemeindeamt

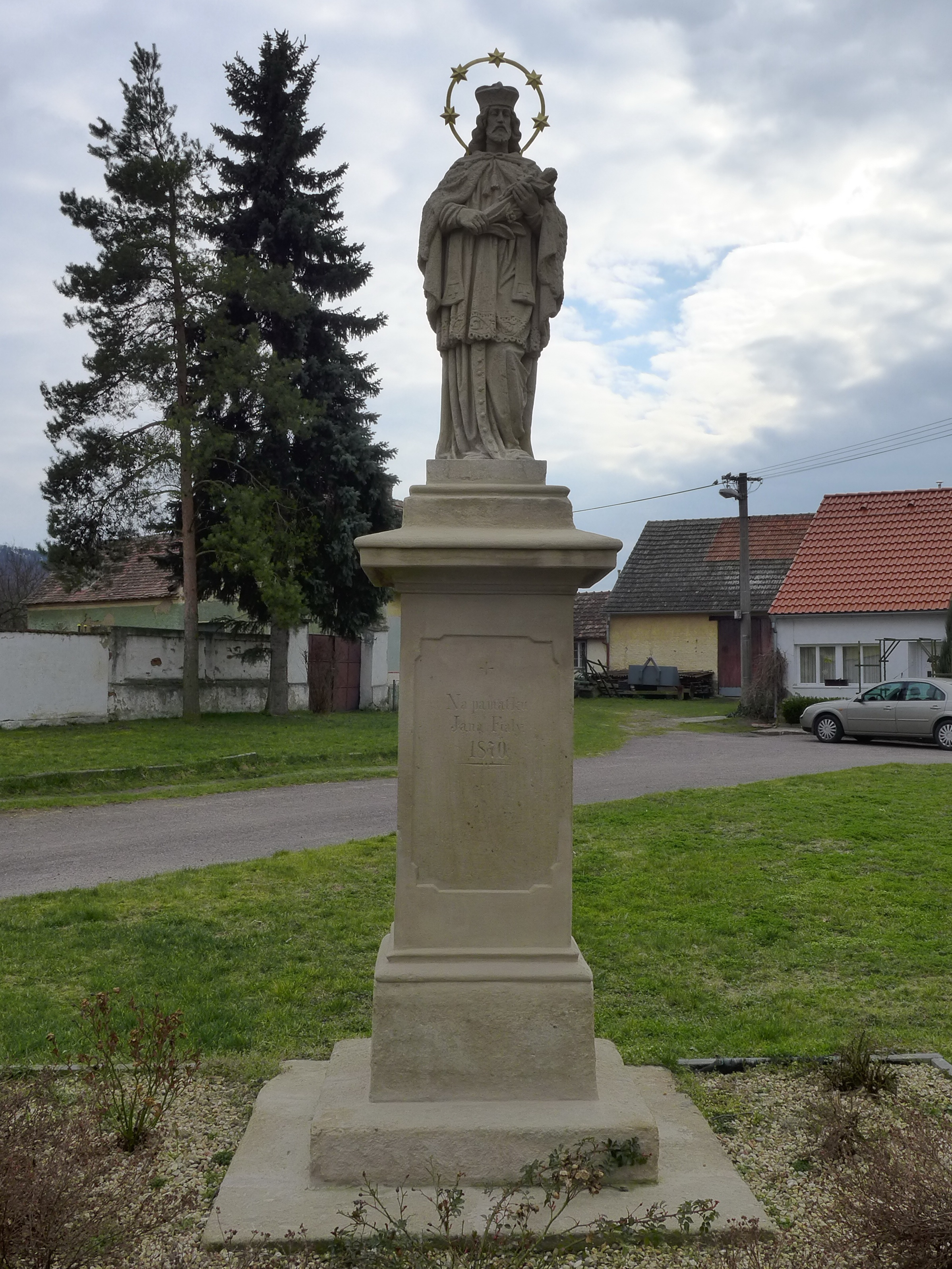
Statue des hl. Johannes von Nepomuk

Lesonice (deutsch Lißnitz) ist eine Gemeinde in Tschechien. Sie liegt fünf Kilometer südlich von Moravský Krumlov und gehört zum Okres Znojmo.

## Geographie
Lesonice befindet sich am Fuße der Bobravská vrchovina (Bobrawa-Bergland) im Dyjskosvratecký úval (Thaya-Schwarza-Talsenke) in Südmähren. Nordöstlich erhebt sich der Červený vrch (348 m n.m.), im Osten der U Nivky (327 m n.m.) und der Leskoun (Miskogel, 371 m n.m.), südlich der Lesonický kopec (377 m n.m.) und die Kadovská hora (367 m n.m.), im Westen der Na Vartě (323 m n.m.) sowie nordwestlich der Topánovský kopec (269 m n.m.).
Nachbarorte sind Moravský Krumlov und Rakšice im Norden, Leskoun und Vedrovice im Nordosten, Kubšice im Osten, Bohutice im Südosten, Miroslavské Knínice im Süden, Kadov und Trstěnice im Südwesten, Džbánice im Westen sowie Petrovice und Rybníky na Moravě im Nordwesten.

## Geschichte
Reichhaltige archäologische Funde belegen eine Besiedlung der Gegend von der Jungsteinzeit bis zur slawischen Landnahme. Auf dem heute durch einen Steinbruch stark abgebauten Leskoun bestand eine Burgstätte. 
Die erste schriftliche Erwähnung von Lissnisz erfolgte 1190 im Zuge von Grundübertragungen. Im Jahre 1349 gehörte dem Zdenko von Leipa, einem der Besitzer der Burg Krumlov, auch der Hof in Lysenice. Das Dorf blieb danach immer Teil der Herrschaft Krumlov. Grundherren waren bis 1369 die Herren von Leipa, danach bis 1434 die Herren von Krawarn und nachfolgend erneut die Herren von Leipa. Nach der Schlacht am Weißen Berg wurden 1621 sämtliche Güter des Berthold Bohuslaw (Bohubud) von Leipa, der ein Anführer der mährischen Stände war, konfisziert. 1625 erwarb Gundaker von Liechtenstein die Herrschaft Krumlov, die danach fast 300 Jahre im Besitz des Hauses Liechtenstein verblieb. 
Im Jahre 1835 bestand das im Znaimer Kreis gelegene Dorf Lisnitz bzw. Lesonice aus 36 Häusern, in denen 215 Personen lebten. Im Ort gab einen herrschaftlichen Meierhof. Pfarrort war Petrowitz. Bis zur Mitte des 19. Jahrhunderts blieb Lisnitz der Fideikommiss-Primogeniturherrschaft Mährisch-Krummau untertänig.
Nach der Aufhebung der Patrimonialherrschaften bildete Lisenice / Lissnitz ab 1849 eine Gemeinde im Gerichtsbezirk Mährisch Kromau. Während des Deutschen Krieges zogen im Jahre 1866 preußische Truppen durch Lisenice. Ab 1869 gehörte das Dorf zum Bezirk Mährisch Kromau. Zu dieser Zeit hatte Lisenice 265 Einwohner und bestand aus 48 Häusern. Zum Ende des 19. Jahrhunderts erfolgte die Änderung des tschechischen Gemeindenamens in Lesonice. Im Jahre 1900 lebten in Lesonice 339 Personen; 1910 waren es 358. Die Schule wurde 1913 errichtet. Beim Zensus von 1921 lebten in den 73 Häusern der Gemeinde 408 Personen, darunter 399 Tschechen und ein Deutscher. Im Jahre 1930 bestand Lesonice aus 88 Häusern und hatte 368 Einwohner. Nach der deutschen Besetzung wurde die Gemeinde 1939 in den Gerichtsbezirk Hrottowitz und den Kreis Mährisch Budwitz umgegliedert; bis 1945 gehörte Lesonice / Lißnitz zum Protektorat Böhmen und Mähren. Nach dem Kriegsende erfolgte die Wiederherstellung der alten Bezirksstrukturen.  Nach der Kollektivierung wurde der Meierhof durch eine JZD bewirtschaftet, die auf die Instandhaltung der Hofanlage verzichtete. Im Jahre 1950 hatte Lesonice 342 Einwohner. Im Zuge der Gebietsreform und der Aufhebung des Okres Moravský Krumlov wurde die Gemeinde am 1. Juli 1960 dem Okres Znojmo zugewiesen. Der Hof ist seit der Auflösung der JZD ungenutzt und in einem verwahrlosten Zustand. Beim Zensus von 2001 lebten in den 102 Häusern von Lesonice 178 Personen.

## Gemeindegliederung
Für die Gemeinde Lesonice sind keine Ortsteile ausgewiesen. Das Gemeindegebiet bildet den Katastralbezirk Lesonice u Moravského Krumlova.

## Sehenswürdigkeiten
- Glockenturm
- Statue des hl. Johannes von Nepomuk, geschaffen 1870
- Gedenkstein für die Gefallenen des Ersten Weltkrieges
- Getreidegruben (Obilné jámy), südlich des Dorfes